# لورانس إم. ماكينا
لورانس إم. ماكينا (بالإنجليزية: Lawrence M. McKenna)‏ هو محامي وقاضي أمريكي، ولد في 1933 في نيويورك في الولايات المتحدة.